# Veríssimo Correia Seabra
Veríssimo Correia Seabra (16. února 1947 – 6. října 2004) byl generál, politik a prozatímní prezident Guineje-Bissau. Proslavil se tím, že 14. září 2003 vedl převrat, který svrhl prezidenta Kumbu Ialu.

## Život
Narodil se 16. února 1947 v hlavním městě Bissau. Patřil k menšině Papel.
V roce 1963 se ve svých 16 letech připojil k Africké straně za nezávislost Guineje a Kapverd (PAIGC). Válčil jako partyzán proti portugalské koloniální nadvládě. O tři roky později byl vyslán na studium elektronického inženýrství do Bulharska. V roce 1971 navštěvoval dělostřeleckou školu v Sovětském svazu. Po návratu do války v rodné zemi byl vyslán jako velitel dělostřelecké jednotky poblíž jižní hranice s Guineou. V roce 1976 byl vyslán na důstojnický výcvik do Portugalska.
V následujících letech se stal klíčovou postavou hnutí PAIGC. V roce 1980 se podílel na vojenském převratu, který svrhl prezidenta Luíse Cabrala. Později se stal zástupcem velitele vojenského kontingentu Guineje-Bissau v misi OSN v Angole. 
V roce 1998 se připojil ke generálu Ansumane Manému při povstání proti prezidentovi João Bernardu Vieirovi. V zemi vypukla krátká a krvavá občanská válka. V květnu 1999 se podílel na vojenském převratu, který donutil prezidenta Vieiru odstoupit od moci. Brzy poté se stal náčelníkem generálního štábu ozbrojených sil a 19. února 2000 byl jmenován ministrem obrany ve vládě jmenované prezidentem Kumbou Ialou. V listopadu 2000 se ho Mané pokusil nahradit ve funkci náčelníka generálního štábu a uvalil na něj domácí vězení. Seabra uprchl a následně vypukly boje. Mané byl o týden později zabit při střetu s vládními silami. Seabra zůstal i nadále ve své funkci.
Dne 14. září 2003 vedl vojenský převrat proti prezidentovi Kumbu Ialuovi. Došlo k němu kvůli neplacením mezd vojákům a následné nespokojenosti. Dva týdny byl prozatímním prezidentem země. Jeho cílem bylo uspořádat demokratické prezidentské volby.
Dne 6. října 2004 se vzpoura vojáků kvůli nevyplaceným platům zvrhla v násilí. Společně se svými důstojníky byl zadržen a následně ubit k smrti vzbouřenými vojáky.
Portugalský prezident Jorge Sampaio vyzval k obnovení zákonnosti v zemi poté, co se dozvěděl o smrti Veríssima Seabry.